# Lomanotus vermiformis
Lomanotus vermiformis är en snäckart som beskrevs av John Nevill Eliot 1908. Lomanotus vermiformis ingår i släktet Lomanotus och familjen Lomanotidae. Inga underarter finns listade i Catalogue of Life.